# آلن‌تاون (آریزونا)
آلن‌تاون (به انگلیسی: Allentown) یک منطقهٔ مسکونی در ایالات متحده آمریکا است که در آریزونا واقع شده‌است. آلن‌تاون ۱٬۸۷۳ متر بالاتر از سطح دریا واقع شده‌است.